# Petradoria pumila
Petradoria pumila là một loài thực vật có hoa trong họ Cúc. Loài này được (Nutt.) Greene miêu tả khoa học đầu tiên năm 1895.